# San José (Tucupita)
Pour les articles homonymes, voir San José.
San José est l'une des huit paroisses civiles de la municipalité de Tucupita dans l'État de Delta Amacuro au Venezuela. Sa capitale est Tucupita, chef-lieu de la municipalité, dont elle constitue les quartiers nord-ouest.

## Géographie

### Démographie
San José est une des paroisses civiles urbaines de l'agglomération de Tucupita, capitale de l'État, dont elle couvre la partie nord-ouest. À ce titre, elle regroupe plusieurs quartiers, dont le barrio La Guardia, situés le long de l'avenue Guásima (avenida Guásima, en espagnol), parallèle au caño Manamo.